# Giro d’Italia 2022/11. Etappe
Die 11. Etappe des Giro d’Italia 2022 fand am 18. Mai 2022 statt und führte von Santarcangelo di Romagna über 203 Kilometer und 480 Höhenmeter nach Reggio Emilia. Die Strecke wies mit Ausnahme der beiden Einzelzeitfahren (Etappen 2 und 21), die geringste Anzahl an Höhenmeter im Rahmen der 105. Austragung des italienischen Etappenrennens auf. Nach der Zielankunft hatten die Fahrer insgesamt 1882,2 Kilometer absolviert, was 54,6 % der Gesamtdistanz der Rundfahrt entsprach. Die Organisatoren bewerteten die Schwierigkeit der Etappe mit einem von fünf Sternen (bassa difficoltà).

## Streckenführung
Der neutralisierte Start erfolgte in Santarcangelo di Romagna auf dem Piazza Ganganelli bei dem dortigen Triumphbogen (Arco Ganganelli). Anschließend ging es vorbei an der Altstadt in Richtung Norden auf die SS9.
Der offizielle Start erfolgte nach 3,1 gefahrenen Kilometern außerhalb von Santarcangelo di Romagna. Nun ging es geradeaus in Richtung Nordwesten, wobei sich die Fahrtrichtung kaum ändert und die Fahrer der SS9 für 100 Kilometer bis Bologna folgten. Auf dem Weg wurden die Städte Cesena, Forlì, Faenza, Imola und Castel San Pietro Terme durchfahren. Kurz nach Imola wurde in Toscanella di Dozza nach 76,4 Kilometern der erste Zwischensprint ausgefahren. Nach Bologna drehte die Fahrtrichtung leicht in Richtung Norden und die Fahrer erreichten nach 126,7 Kilometern den zweiten Zwischensprint in San Giovanni in Persiceto. Anschließend ging es weiter nach Camposanto, wo die Fahrer gen Süden drehten und den Zielort Reggio Emilia über Carpi erreichten. Die Ziellinie befand sich auf der Viale Isonzo, die 400 Meter vor dem Ziel, nach dem Parco del Popolo leicht nach Links drehte.
|                   | Ort                                          | Kilometer |
| ----------------- | -------------------------------------------- | --------- |
| neutraler Start   | Santarcangelo di Romagna (Piazza Ganganelli) | −3,1      |
| offizieller Start | Santarcangelo di Romagna (SS9)               | 0         |
| Zwischensprint    | Toscanella di Dozza                          | 76,4      |
| Zwischensprint    | San Giovanni in Persiceto                    | 126,7     |
| Ziel              | Reggio Emilia                                | 203       |

## Rennverlauf und Ergebnis
Nicht am Start der 11. Etappe stand Biniam Girmay (Intermarché-Wanty-Gobert Matériaux), der am Tag zuvor die 10. Etappe gewonnen hatte. Der Eritreer hatte sich am Siegerpodium beim Öffnen der Prosecco-Flasche am Auge verletzt und musste die Rundfahrt vorzeitig beenden. Unmittelbar nach dem Start setzten sich Luca Rastelli (Bardiani CSF Faizanè) und Filippo Tagliani (Drone Hopper-Androni Giocattoli) vom Hauptfeld ab und fuhren einen Vorsprung von rund fünf Minuten heraus. Im Peloton setzten sich früh die Teams der Sprinter an Spitze und kontrollierten die Rennsituation.
Den ersten Zwischensprint nach 76,4 Kilometern sicherte sich Filippo Tagliani vor Luca Rastelli. Im Hauptfeld setzte sich Mark Cavendish (Quick-Step Alpha Vinyl Team) vor Giacomo Nizzolo (Israel-Premier Tech) und dem Führenden in der Punktewertung, Arnaud Démare (Groupama-FDJ), durch. Nach dem Zwischensprint ging der Vorsprung der beiden Ausreißer rapide zurück und sie wurden schließlich bereits 92 Kilometer vor dem Ziel vom Peloton gestellt. Dies war den starken Rücken- bzw. Seitenwindverhältnissen geschuldet, der die Teams dazu animierte an der Spitze des Feldes zu fahren. 89 Kilometer vor dem Ziel fielen mehrere Fahrer aus dem Hauptfeld zurück, da sie sich zu weit hinten positioniert hatten. Betroffen war auch Caleb Ewan (Lotto Soudal), der jedoch wenig später mit den anderen abgehängten Fahrern wieder aufschließen konnte. In weiterer Folge blieb die Situation im Hauptfeld zwar angespannt, doch keine Mannschaft konnte eine Selektion im Wind herbeiführen. Die Ineos Grenadiers nutzten die Unruhe im Fahrerfeld und eröffneten den zweiten Zwischensprint für Richard Carapaz, der sich vor seinem Teamkollegen Jhonatan Narváez und Loïc Vliegen (Intermarché-Wanty-Gobert Matériaux) durchsetzte und drei Bonifikationssekunden holte.
58 Kilometer vor dem Ziel setzte sich Dries De Bondt (Alpecin-Fenix) vom Hauptfeld ab und konnte einen Vorsprung von eineinhalb Minuten herausfahren. Das Hauptfeld ließ den Belgier fahren und holte ihn erst kurz vor dem letzten Kilometer ein. 250 Meter vor dem Ziel eröffnete Arnaud Démare den Sprint und lag lange voran. Auf den letzten Meter schoben sich jedoch noch Alberto Dainese (Team DSM), Fernando Gaviria (UAE Team Emirates) und Simone Consonni (Cofidis) an dem Franzosen vorbei. Den Sieg sicherte sich Alberto Dainese, der somit für den ersten italienischen Sieg bei der 105. Austragung des Giro d’Italia sorgte. Dahinter belegten Fernando Gaviria und Simone Consonni die weiteren Plätze. Mit Rang vier baute Arnaud Démare seine Führung in der Punktewertung aus und hatte nun nach dem Ausscheiden von Biniam Girmay einen soliden Vorsprung auf seine Verfolger. Auch in den weiteren Wertungen kam es zu keinen Veränderungen. Juan Pedro López blieb im Rosa Trikot und führte weiter in der Nachwuchswertung, Diego Rosa (Eolo-Kometa Cycling Team) blieb im Blauen Trikot.
| \| Etappenergebnis \| Etappenergebnis \| Etappenergebnis \| Etappenergebnis \| Etappenergebnis \| \| Fahrer \| Fahrer \| Land \| Team \| Zeit \| \| --------------- \| ---------------- \| ---------------------- \| ---------------------- \| --------------- \| \| 1. \| Alberto Dainese \| Italien \| Team DSM \| 4 h 19 min 04 s \| \| 2. \| Fernando Gaviria \| Kolumbien \| UAE Team Emirates \| + 0 s \| \| 3. \| Simone Consonni \| Italien \| Cofidis \| + 0 s \| \| 4. \| Arnaud Démare \| Frankreich \| Groupama-FDJ \| + 0 s \| \| 5. \| Caleb Ewan \| Australien \| Lotto-Soudal \| + 0 s \| \| 6. \| Mark Cavendish \| Vereinigtes Königreich \| Quick-Step Alpha Vinyl \| + 0 s \| \| 7. \| Edward Theuns \| Belgien \| Trek-Segafredo \| + 0 s \| \| 8. \| Sacha Modolo \| Italien \| Bardiani CSF Faizanè \| + 0 s \| \| 9. \| Phil Bauhaus \| Deutschland \| Bahrain Victorious \| + 0 s \| \| 10. \| Lawrence Naesen \| Belgien \| AG2R Citroën Team \| + 0 s \| |                  |                        |                        |                 |
| |                  |                        |                        |                 |
| Quelle: ProCyclingStats |                  |                        |                        |                 |
| Etappenergebnis |                  |                        |                        |                 |
| Fahrer | Fahrer           | Land                   | Team                   | Zeit            |
| 1. | Alberto Dainese  | Italien                | Team DSM               | 4 h 19 min 04 s |
| 2. | Fernando Gaviria | Kolumbien              | UAE Team Emirates      | + 0 s           |
| 3. | Simone Consonni  | Italien                | Cofidis                | + 0 s           |
| 4. | Arnaud Démare    | Frankreich             | Groupama-FDJ           | + 0 s           |
| 5. | Caleb Ewan       | Australien             | Lotto-Soudal           | + 0 s           |
| 6. | Mark Cavendish   | Vereinigtes Königreich | Quick-Step Alpha Vinyl | + 0 s           |
| 7. | Edward Theuns    | Belgien                | Trek-Segafredo         | + 0 s           |
| 8. | Sacha Modolo     | Italien                | Bardiani CSF Faizanè   | + 0 s           |
| 9. | Phil Bauhaus     | Deutschland            | Bahrain Victorious     | + 0 s           |
| 10. | Lawrence Naesen  | Belgien                | AG2R Citroën Team      | + 0 s           |

## Gesamtstände
| \| Gesamtwertung \| Gesamtwertung \| Gesamtwertung \| Gesamtwertung \| Gesamtwertung \| \| Fahrer \| Fahrer \| Land \| Team \| Zeit \| \| ------------- \| ------------------ \| ------------- \| ---------------------------------- \| ---------------- \| \| 1. \| Juan Pedro López \| Spanien \| Trek-Segafredo \| 46 h 43 min 12 s \| \| 2. \| Richard Carapaz \| Ecuador \| Ineos Grenadiers \| + 12 s \| \| 3. \| João Almeida \| Portugal \| UAE Team Emirates \| + 12 s \| \| 4. \| Romain Bardet \| Frankreich \| Team DSM \| + 14 s \| \| 5. \| Jai Hindley \| Australien \| Bora-Hansgrohe \| + 20 s \| \| 6. \| Guillaume Martin \| Frankreich \| Cofidis \| + 28 s \| \| 7. \| Mikel Landa \| Spanien \| Bahrain Victorious \| + 29 s \| \| 8. \| Domenico Pozzovivo \| Italien \| Intermarché-Wanty-Gobert Matériaux \| + 54 s \| \| 9. \| Emanuel Buchmann \| Deutschland \| Bora-Hansgrohe \| + 1 min 09 s \| \| 10. \| Pello Bilbao \| Spanien \| Bahrain Victorious \| + 1 min 22 s \| |                    |             |                                    |                  |
| |                    |             |                                    |                  |
| Quelle: ProCyclingStats |                    |             |                                    |                  |
| Gesamtwertung |                    |             |                                    |                  |
| Fahrer | Fahrer             | Land        | Team                               | Zeit             |
| 1. | Juan Pedro López   | Spanien     | Trek-Segafredo                     | 46 h 43 min 12 s |
| 2. | Richard Carapaz    | Ecuador     | Ineos Grenadiers                   | + 12 s           |
| 3. | João Almeida       | Portugal    | UAE Team Emirates                  | + 12 s           |
| 4. | Romain Bardet      | Frankreich  | Team DSM                           | + 14 s           |
| 5. | Jai Hindley        | Australien  | Bora-Hansgrohe                     | + 20 s           |
| 6. | Guillaume Martin   | Frankreich  | Cofidis                            | + 28 s           |
| 7. | Mikel Landa        | Spanien     | Bahrain Victorious                 | + 29 s           |
| 8. | Domenico Pozzovivo | Italien     | Intermarché-Wanty-Gobert Matériaux | + 54 s           |
| 9. | Emanuel Buchmann   | Deutschland | Bora-Hansgrohe                     | + 1 min 09 s     |
| 10. | Pello Bilbao       | Spanien     | Bahrain Victorious                 | + 1 min 22 s     |

| Punktewertung | Punktewertung        | Punktewertung          | Punktewertung                   | Punktewertung |
| Fahrer        | Fahrer               | Land                   | Team                            | Punkte        |
| ------------- | -------------------- | ---------------------- | ------------------------------- | ------------- |
| 1.            | Arnaud Démare        | Frankreich             | Groupama-FDJ                    | 173 P.        |
| 2.            | Mark Cavendish       | Vereinigtes Königreich | Quick-Step Alpha Vinyl          | 96 P.         |
| 3.            | Fernando Gaviria     | Kolumbien              | UAE Team Emirates               | 91 P.         |
| 4.            | Mathieu van der Poel | Niederlande            | Alpecin-Fenix                   | 90 P.         |
| 5.            | Giacomo Nizzolo      | Italien                | Israel-Premier Tech             | 69 P.         |
| 6.            | Alberto Dainese      | Italien                | Team DSM                        | 67 P.         |
| 7.            | Filippo Tagliani     | Italien                | Drone Hopper-Androni Giocattoli | 58 P.         |
| 8.            | Caleb Ewan           | Australien             | Lotto-Soudal                    | 57 P.         |
| 9.            | Thomas De Gendt      | Belgien                | Lotto-Soudal                    | 53 P.         |
| 10.           | Simone Consonni      | Italien                | Cofidis                         | 49 P.         |

| Bergwertung | Bergwertung        | Bergwertung | Bergwertung                     | Bergwertung |
| Fahrer      | Fahrer             | Land        | Team                            | Punkte      |
| ----------- | ------------------ | ----------- | ------------------------------- | ----------- |
| 1.          | Diego Rosa         | Italien     | Eolo-Kometa                     | 83 P.       |
| 2.          | Koen Bouwman       | Niederlande | Jumbo-Visma                     | 69 P.       |
| 3.          | Lennard Kämna      | Deutschland | Bora-Hansgrohe                  | 43 P.       |
| 4.          | Jai Hindley        | Australien  | Bora-Hansgrohe                  | 40 P.       |
| 5.          | Wout Poels         | Niederlande | Bahrain Victorious              | 27 P.       |
| 6.          | Natnael Tesfatsion | Eritrea     | Drone Hopper-Androni Giocattoli | 26 P.       |
| 7.          | Davide Formolo     | Italien     | UAE Team Emirates               | 25 P.       |
| 8.          | Romain Bardet      | Frankreich  | Team DSM                        | 21 P.       |
| 9.          | Bauke Mollema      | Niederlande | Trek-Segafredo                  | 20 P.       |
| 10.         | Eduardo Sepúlveda  | Argentinien | Drone Hopper-Androni Giocattoli | 19 P.       |

| Nachwuchswertung | Nachwuchswertung  | Nachwuchswertung | Nachwuchswertung       | Nachwuchswertung |
| Fahrer           | Fahrer            | Land             | Team                   | Zeit             |
| ---------------- | ----------------- | ---------------- | ---------------------- | ---------------- |
| 1.               | Juan Pedro López  | Spanien          | Trek-Segafredo         | 46 h 43 min 12 s |
| 2.               | João Almeida      | Portugal         | UAE Team Emirates      | + 12 s           |
| 3.               | Thymen Arensman   | Niederlande      | Team DSM               | + 1 min 27 s     |
| 4.               | Iván Sosa         | Kolumbien        | Movistar Team          | + 7 min 18 s     |
| 5.               | Pavel Sivakov     | Frankreich       | Ineos Grenadiers       | + 11 min 54 s    |
| 6.               | Mauri Vansevenant | Belgien          | Quick-Step Alpha Vinyl | + 15 min 46 s    |
| 7.               | Santiago Buitrago | Kolumbien        | Bahrain Victorious     | + 17 min 41 s    |
| 8.               | Wadim Pronski     | Kasachstan       | Astana Qazaqstan Team  | + 22 min 12 s    |
| 9.               | Gijs Leemreize    | Niederlande      | Jumbo-Visma            | + 27 min 08 s    |
| 10.              | Tobias Foss       | Norwegen         | Jumbo-Visma            | + 29 min 50 s    |

| Mannschaftswertung | Mannschaftswertung                 | Mannschaftswertung           | Mannschaftswertung |
| Team               | Team                               | Land                         | Zeit               |
| ------------------ | ---------------------------------- | ---------------------------- | ------------------ |
| 1.                 | Bora-Hansgrohe                     | Deutschland                  | 40 h 12 min 41 s   |
| 2.                 | Bahrain Victorious                 | Bahrain                      | + 4 min 17 s       |
| 3.                 | Intermarché-Wanty-Gobert Matériaux | Belgien                      | + 5 min 24 s       |
| 4.                 | Ineos Grenadiers                   | Vereinigtes Königreich       | + 14 min 02 s      |
| 5.                 | Trek-Segafredo                     | Vereinigte Staaten           | + 16 min 40 s      |
| 6.                 | Team DSM                           | Niederlande                  | + 17 min 46 s      |
| 7.                 | Movistar Team                      | Spanien                      | + 20 min 51 s      |
| 8.                 | Jumbo-Visma                        | Niederlande                  | + 24 min 01 s      |
| 9.                 | Astana Qazaqstan Team              | Kasachstan                   | + 30 min 47 s      |
| 10.                | UAE Team Emirates                  | Vereinigte Arabische Emirate | + 33 min 49 s      |

## Ausgeschiedene Fahrer
- Biniam Girmay (Intermarché-Wanty-Gobert Matériaux): wegen Augenverletzung nicht gestartet[4]